# Krokodýl Moreletův
Krokodýl Moreletův (Crocodylus moreletii) se vyskytuje v oblasti Střední Ameriky – v Belize, Guatemale a Mexiku. Ve srovnání s jinými krokodýly je menší, dorůstá délky kolem 3 metrů. Někteří jedinci však mohou dorůst více než 4 metry. Vzhledem se podobá krokodýlovi kubánskému a americkému.
Jedná se o ohrožený druh, jehož stavy se odhadují na 10 000–20 000 jedinců.

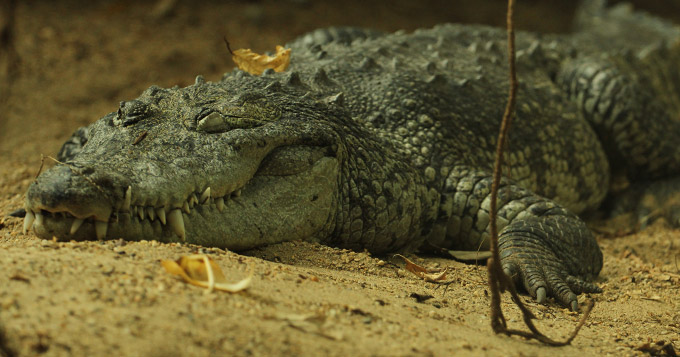
Krokodýl Moreletův v ZOO Schönbrunn, Vídeň